# Jardín botánico Martín Cárdenas
El Jardín Botánico Martín Cárdenas es un jardín botánico en la ciudad de Cochabamba, es miembro de la Asociación de Jardines Botánicos de Latinoamérica y del Caribe, (ALCJB ) y presenta trabajos para la Agenda Internacional para la Conservación en los Jardines Botánicos, su código de reconocimiento internacional como institución botánica es COCHA. 
El Jardín Botánico Martín Cárdenas se encuentra en Casilla 538 de Cochabamba, Bolivia.

## Historia
El Jardín Botánico Martín Cárdenas surgió como un homenaje al más grande de los botánicos bolivianos Martín Cárdenas Hermosa, nacido en Cochabamba, gran investigador de campo, y fundador de la Facultad de Biología de la Universidad Mayor de San Simón y rector de la misma durante dos gestiones.
Entre los objetivos del jardín botánico se encuentran el de promover la investigación, la enseñanza y el de exhibición de la flora de la provincia de Cochabamba, así como la conservación de la diversidad florística y de sus endemismos. Fue creado en 1962

## Colecciones
Las plantas se encuentran agrupadas en varias secciones:
- Arboreto, con unas 50 especies de árboles, con especies exóticas como las Acacias, Olea europea. Especies nativas, entre las que se incluyen include Jacaranda mimosifolia, Schinus molle, Carica quercifolia, Acacia visco, Caesalpinia spinosa, Tipuana tipu, Polylepis besseri
- Cactarium, con una colección muy completa de cactus andinos
- Herbario, con 25.000 ejemplares ( en su mayor parte recogidos por Martín Cárdenas), que representan a 15.000 especies.
- Casa de Martín Cárdenas reconvertida en museo.